# Director of National Intelligence

Sigill för Office of the Director of National Intelligence.

Director of National Intelligence (förkortning: DNI) (USA:s nationella underrättelsechef) är ett ämbete i USA:s federala statsmakt som är chef för Office of the Director of National Intelligence (förkortning: ODNI) och chef över USA:s underrättelsegemenskap. ODNI är en fristående myndighet, direkt under presidenten, som inte ingår i något annat regeringsdepartement.
Personen som tjänstgör i befattningen utses av USA:s president och måste godkännas ("råd och samtycke") av senaten och får inte samtidigt ingå som medarbetare i USA:s presidentkansli eller samtidigt vara chef för Central Intelligence Agency. Posten som DNI inrättades under George W. Bush presidentskap som en följd av vad som framkom i Kommissionen för terrorattackerna mot USA.
Tulsi Gabbard innehar befattningen sedan 12 februari 2025.

## Bakgrund
Den nationella underrättelsechefen (DNI) har till uppgift att säkerställa att relevant information från underrättelsetjänsterna når fram till USA:s president, chefer för departementeten och andra fristående myndigheter, USA:s försvarschef och andra militära befälhavare, senaten och representanthuset samt dess utskott. DNI har tillgång till all underrättelseinformation från alla instrumentaliteter i USA:s federala statsmakt, såvida inte annan lag förordar annorlunda, presidenten beslutar om undantag eller enligt överenskommelse med USA:s justitieminister.
DNI har vidare uppdraget att:
- Tjänstgöra som huvudsaklig rådgivare till presidenten, nationella säkerhetsrådet (NSC), och inrikessäkerhetsrådet (HSC) i underrättelsefrågor som rör nationell säkerhet;[3]
- Tjänstgöra som chef för USA:s underrättelsegemenskap (IC);[3]
- Fastställa riktlinjer och inriktning för budgeten för National Intelligence Program (NIP);[5]
- Delta i försvarsministerns arbete med budget för Military Intelligence Program (MIP).[5]

Under titel 50 i United States Code (USC) bör antingen DNI eller dennes ställföreträdare vara en aktivt tjänstgörande officer i USA:s väpnade styrkor, eller ha utbildning eller erfarenhet inom militär underrättelseverksamhet. Endast en av de två positionerna kan innehas av en officer vid varje given tidpunkt. Stadgarna anger inte vilken grad officeren kommer att ha under sin ämbetstid i någon av positionerna, men historiskt sett har ofta en general eller amiral tjänstgjort. 
Den förste att inneha positionen som DNI var diplomaten John Negroponte, den andre trestjärnige amiralen John Michael McConnell. Den tredje DNI var pensionerade fyrstjärnige amiralen Dennis C. Blair, vars avgång trädde i kraft den 28 maj 2010. Den 5 januari 2017 nominerade president Barack Obama den pensionerade generallöjtnanten James R. Clapper för positionen. Clapper bekräftades av senaten den 5 augusti 2010. Den 16 mars 2017 efterträddes Clapper av Dan Coats, som blev nominerad av president Donald Trump. Coats lämnade posten i augusti 2019. Han efterträddes 26 maj 2020 av John Ratcliffe. Sedan den 21 januari 2021 innehar Avril Haines ur president Joe Bidens kabinett posten.
Den 30 juli 2008 utfärdade president George W. Bush Executive Order 13470 och korrigerade Executive Order 12333 för att stärka DNI:s roll.

## Director of National Intelligence
Titelförkortning: DNI (nationell underrättelsechef)
| Nr | Director (generaldirektör) | Director (generaldirektör) | Mandattid                          | Tjänstgjorde under president(er) |
| -- | -------------------------- | -------------------------- | ---------------------------------- | -------------------------------- |
| 1. |                            | John Negroponte            | 21 april 2005 –13 februari 2007    | George W. Bush                   |
| 2. |                            | John Michael McConnell     | 13 februari 2007 – 27 januari 2009 | George W. Bush Barack Obama      |
| 3. |                            | Dennis C. Blair            | 29 januari 2009 – 28 maj 2010      | Barack Obama                     |
|    |                            | David C. Gompert (tf.)     | 28 maj 2010 - 5 augusti 2010       | Barack Obama                     |
| 4. |                            | James R. Clapper           | 5 augusti 2010 – 20 januari 2017   | Barack Obama                     |
|    |                            | Mike Dempsey (tf.)         | 20 januari 2017 – 16 mars 2017     | Donald Trump                     |
| 5. |                            | Dan Coats                  | 16 mars 2017 – 15 augusti 2019     | Donald Trump                     |
|    |                            | Joseph Maguire (tf.)       | 16 augusti 2019 – 20 februari 2020 | Donald Trump                     |
|    |                            | Richard Grenell (tf.)      | 20 februari 2020 – 26 maj 2020     | Donald Trump                     |
| 6. |                            | John Ratcliffe             | 26 maj 2020 – 20 januari 2021      | Donald Trump                     |
|    |                            | Lora Shiao (tf.)           | 20 januari 2021 – 21 januari 2021  | Joe Biden                        |
| 7. |                            | Avril Haines               | 21 januari 2021 – 20 januari 2025  | Joe Biden                        |
|    |                            | Lora Shiao (tf.)           | 20 januari 2025 – 12 februari 2025 | Donald Trump                     |
| 8. |                            | Tulsi Gabbard              | 12 februari 2025 – nuvarande       | Donald Trump                     |

## Principal Deputy Director of National Intelligence
Titelförkortning: PDDNI (vicechef)
| Namn                         | Mandattid                        | Tjänstgjorde under president(er) |
| ---------------------------- | -------------------------------- | -------------------------------- |
| Michael Hayden               | 21 april 2005–26 maj 2006        | George W. Bush                   |
| Ronald L. Burgess, Jr. (stf) | juni 2006–januari 2007           | George W. Bush                   |
| Donald Kerr                  | oktober 2007–januari 2009        | George W. Bush                   |
| Ronald L. Burgess, Jr. (stf) | januari 2009–februari 2009       | Barack Obama                     |
| David C. Gompert             | 10 november 2009–augusti 2010    | Barack Obama                     |
| Stephanie O'Sullivan         | 18 februari 2011–20 januari 2017 | Barack Obama                     |
| Susan M. Gordon              | 7 augusti 2017–15 augusti 2019   | Donald Trump                     |
| Andrew P. Hallman (stf)*     | 30 oktober 2019–21 februari 2020 | Donald Trump                     |
| Neil Wiley*                  | 13 maj 2020 – februari 2021      | Donald Trump, Joe Biden          |
| Stacey Dixon                 | 4 augusti 2021 – 25 januari 2025 | Joe Biden, Donald Trump          |

- Hallman och Wileys position var Principal Executive, en position som inte kräver bekräftelse av senaten, men hade samma uppgifter som en PDDNI.